# Élections au Parlement basque de 2001
Les élections au Parlement basque de 2001 (en basque : 2001ko Eusko Legebiltzarrerako hauteskundeak, en espagnol : Elecciones al Parlamento Vasco de 2001) se tiennent le dimanche 13 mai 2001 afin d'élire les 75 députés de la VIIe législature du Parlement basque pour un mandat de quatre ans.

## Mode de scrutin
Le Parlement basque (Eusko Legebiltzarra, Parlamento Vasco) est l'assemblée législative monocamérale de la communauté autonome du Pays basque.

### Nombre de députés
L'article 26 du statut d'autonomie de 1979 dit « de Guernica » dispose que le Parlement sera composé d'un nombre égal de députés représentant les territoires historiques — l'Alava, le Guipuscoa et la Biscaye — et élu pour une période de quatre ans. En vertu de l'article 10 de la loi 5/1990 relative aux élections au Parlement basque, le nombre de députés par circonscription est fixé à 25, ce qui établit la composition de l'hémicycle parlementaire à 75 parlementaires.

### Convocation et candidatures
Conformément à l'article 46 de la loi électorale 5/1990, les élections sont convoquées par le président du gouvernement basque au moyen d'un décret qui doit être pris le 25e jour précédant l'expiration de la législature — quatre ans après le précédent scrutin, jour pour jour — et publié le lendemain au Journal officiel (Boletín Oficial del País Vasco, BOPV). Les élections doivent se tenir 54 jours après cette publication.
Peuvent présenter des candidatures : 
- les partis, associations et fédérations politiques inscrits au registre des associations politiques du ministère de l'Intérieur ;
- les coalitions électorales formées par les entités précitées ;
- les groupes d'électeurs, à la condition d'avoir réuni les parrainages d'au moins 1 % des électeurs de la circonscription électorale concernée[5].

Tous les candidats doivent être résidents enregistrés au Pays basque, ou prouver que leur dernière domiciliation administrative se trouvait sur le territoire basque s'ils sont expatriés,.

### Répartition des sièges
Le Parlement est élu au scrutin proportionnel d'Hondt. La répartition des sièges est opérée de la manière suivante : 
- les listes sont classées par ordre décroissant selon le nombre de votes obtenus ;
- le nombre de votes de chaque liste est divisé par 1, puis 2, puis 3... jusqu'au nombre total de sièges à pourvoir ;
- les sièges sont attribués aux quotients les plus élevés, toutes listes confondues, par ordre décroissant jusqu'au dernier siège à pourvoir

Seules les listes ayant remporté au moins 3 % des suffrages valables dans la circonscription concernée, ce qui inclut les votes blancs, participent à cette répartition.

## Campagne

### Forces politiques
| Force politique | Force politique | Force politique | Chef de file                                    | Idéologie                                                                                      | Résultats en 1998           |
| --------------- | --- | --------------- | ----------------------------------------------- | ---------------------------------------------------------------------------------------------- | --------------------------- |
|                 | Parti nationaliste basque / Solidarité basque (eu + es) Euzko Alderdi Jeltzalea-Partido Nacionalista Vasco / Eusko Alkartasuna | EAJ-PNV / EA    | Juan José Ibarretxe (Président du gouvernement) | Centre Nationalisme, démocratie chrétienne, libéral-conservatisme, social-démocratie, écologie | 36,70 % des voix 27 députés |
|                 | Parti populaire (es) Partido Popular                                                                                           | PP              | Jaime Mayor Oreja                               | Centre droit à droite Libéral-conservatisme, démocratie chrétienne                             | 20,13 % des voix 16 députés |
|                 | Citoyens basques (eu) Euskal Herritarok                                                                                        | EH              | Arnaldo Otegi                                   | Gauche Nationalisme, patriotisme, socialisme                                                   | 17,91 % des voix 14 députés |
|                 | Parti socialiste du Pays basque-Gauche basque-PSOE (es) Partido Socialista de Euskadi-Euskadiko Ezkerra-PSOE                   | PSE-EE-PSOE     | Nicolás Redondo (es)                            | Centre gauche Social-démocratie, progressisme                                                  | 17,60 % des voix 14 députés |
|                 | Gauche unie (eu) Ezker Batua (es) Izquierda Unida                                                                              | EB-IU           | Javier Madrazo (es)                             | Gauche Socialisme démocratique, républicanisme, écologie                                       | 5,68 % des voix 2 députés   |

## Résultats

### Total régional
|                          |                                                                  |           |       |               |        |               |  |  |  |  |  |  |  |  |
| Parti                    | Parti                                                            | Voix      | %     | +/-           | Sièges | +/-           |  |  |  |  |  |  |  |  |
|                          | Parti nationaliste basque / Solidarité basque (EAJ-PNV / EA)     | 604 222   | 42,72 | 6,02          | 33     | 6             |  |  |  |  |  |  |  |  |
|                          | Parti populaire (PP)                                             | 326 933   | 23,12 | 2,99          | 19     | 3             |  |  |  |  |  |  |  |  |
|                          | Parti socialiste du Pays basque-Gauche basque-PSOE (PSE-EE-PSOE) | 253 195   | 17,90 | 0,30          | 13     | 1             |  |  |  |  |  |  |  |  |
|                          | Citoyens basques (EH)                                            | 143 139   | 10,12 | 7,79          | 7      | 7             |  |  |  |  |  |  |  |  |
|                          | Gauche unie (EB-IU)                                              | 78 862    | 5,58  | 0,10          | 3      | 1             |  |  |  |  |  |  |  |  |
|                          | Parti humaniste (PH)                                             | 3 708     | 0,26  | en stagnation | 0      | en stagnation |  |  |  |  |  |  |  |  |
|                          | Parti du karma démocratique (PKD)                                | 2 000     | 0,14  | Nv.           | 0      | en stagnation |  |  |  |  |  |  |  |  |
|                          | Travailleurs pour le dialogue (TD)                               | 1 017     | 0,07  | Nv.           | 0      | en stagnation |  |  |  |  |  |  |  |  |
|                          | Askatasuna                                                       | 663       | 0,05  | Nv.           | 0      | en stagnation |  |  |  |  |  |  |  |  |
|                          | Parti carliste du Pays basque (EKA-PC)                           | 530       | 0,04  | Nv.           | 0      | en stagnation |  |  |  |  |  |  |  |  |
|                          | Unité d'Alava (UA)                                               |           |       |               | 0      | 2             |  |  |  |  |  |  |  |  |
|                          |                                                                  |           |       |               |        |               |  |  |  |  |  |  |  |  |
| Votes exprimés           | Votes exprimés                                                   | 1 414 269 | 98,77 |               |        |               |  |  |  |  |  |  |  |  |
| Votes blancs             | Votes blancs                                                     | 11 508    | 0,80  |               |        |               |  |  |  |  |  |  |  |  |
| Votes valides            | Votes valides                                                    | 1 425 777 | –     |               |        |               |  |  |  |  |  |  |  |  |
| Votes nuls               | Votes nuls                                                       | 6 219     | 0,43  |               |        |               |  |  |  |  |  |  |  |  |
| Total                    | Total                                                            | 1 431 996 | 100   | –             | 75     | en stagnation |  |  |  |  |  |  |  |  |
| Abstentions              | Abstentions                                                      | 381 360   | 21,03 |               |        |               |  |  |  |  |  |  |  |  |
| Inscrits / Participation | Inscrits / Participation                                         | 1 813 356 | 78,97 |               |        |               |  |  |  |  |  |  |  |  |

### Par circonscription
| Circonscription | Circonscription | Alava   | Alava   | Alava  | Alava         | Biscaye | Biscaye | Biscaye | Biscaye       | Guipuscoa | Guipuscoa | Guipuscoa | Guipuscoa     |
| --------------- | --------------- | ------- | ------- | ------ | ------------- | ------- | ------- | ------- | ------------- | --------- | --------- | --------- | ------------- |
|                 |                 |         |         |        |               |         |         |         |               |           |           |           |               |
| Sièges          | Sièges          | 25      | 25      | 25     | en stagnation | 25      | 25      | 25      | en stagnation | 25        | 25        | 25        | en stagnation |
|                 |                 |         |         |        |               |         |         |         |               |           |           |           |               |
|                 |                 | Nombre  | Nombre  | %      | %             | Nombre  | Nombre  | %       | %             | Nombre    | Nombre    | %         | %             |
| Inscrits        | Inscrits        | 245 803 | 245 803 | 100,00 | 100,00        | 981 803 | 981 803 | 100,00  | 100,00        | 585 750   | 585 750   | 100,00    | 100,00        |
| Abstentions     | Abstentions     | 51 503  | 51 503  | 20,96  | 20,96         | 204 995 | 204 995 | 20,88   | 20,88         | 124 862   | 124 862   | 21,32     | 21,32         |
| Votants         | Votants         | 194 300 | 194 300 | 79,04  | 79,04         | 776 808 | 776 808 | 79,12   | 79,12         | 460 888   | 460 888   | 78,68     | 78,68         |
| Nuls            | Nuls            | 1 070   | 1 070   | 0,55   | 0,55          | 3 180   | 3 180   | 0,41    | 0,41          | 1 969     | 1 969     | 0,43      | 0,43          |
| Blancs          | Blancs          | 1 694   | 1 694   | 0,87   | 0,87          | 6 145   | 6 145   | 0,79    | 0,79          | 3 669     | 3 669     | 0,80      | 0,80          |
| Exprimés        | Exprimés        | 191 536 | 191 536 | 98,58  | 98,58         | 767 483 | 767 483 | 98,80   | 98,80         | 455 250   | 455 250   | 98,77     | 98,77         |
|                 |                 |         |         |        |               |         |         |         |               |           |           |           |               |
| Partis          | Partis          | Voix    | %       | Sièges | +/−           | Voix    | %       | Sièges  | +/−           | Voix      | %         | Sièges    | +/−           |
|                 | EAJ-PNV / EA    | 64 832  | 33,85   | 9      | 2             | 335 945 | 43,77   | 12      | 2             | 203 445   | 44,69     | 12        | 2             |
|                 | PP              | 62 737  | 32,75   | 9      | 2             | 181 404 | 23,64   | 6       | 1             | 82 792    | 18,19     | 4         | en stagnation |
|                 | PSE-EE-PSOE     | 39 469  | 20,61   | 5      | en stagnation | 139 684 | 18,20   | 4       | 1             | 74 042    | 16,26     | 4         | en stagnation |
|                 | EH              | 11 836  | 6,18    | 1      | 2             | 61 894  | 8,06    | 2       | 2             | 69 409    | 15,25     | 4         | 3             |
|                 | EB-IU           | 11 430  | 5,97    | 1      | en stagnation | 43 701  | 5,69    | 1       | en stagnation | 23 731    | 5,21      | 1         | 1             |
|                 | Autres          | 1 232   | 0,64    |        | 2             | 4 855   | 0,63    |         |               | 1 831     | 0,41      |           |               |